# آکاسیای کاتبرتسونی
آکاسیا کاتبرتسونی (نام علمی: Acacia cuthbertsonii) نام یک گونه از سرده آکاسیا است.